# Temporada 1966-67 de Los Angeles Lakers
La temporada 1966-67 fue la 19.ª de los Lakers en la NBA, y la 7.ª en su ubicación en Los Ángeles, California. La temporada regular acabaron con 36 victorias y 45 derrotas, ocupando el tercer puesto de la División Oeste y clasificándose para los playoffs, en los que cayeron en las semifinales de división derrotados por los San Francisco Warriors.

## Elecciones en elDraft
| Ronda | Puesto | Jugador        | Posición     | Nacionalidad   | Universidad         |
| ----- | ------ | -------------- | ------------ | -------------- | ------------------- |
| 1     | 7      | Jerry Chambers | Alero        | Estados Unidos | Utah                |
| 2     | 17     | Hank Finkel    | Pívot        | Estados Unidos | Dayton              |
| 3     | 27     | John Block     | Ala-Pívot    | Estados Unidos | Southern California |
| 4     | 37     | Archie Clark   | Base/Escolta | Estados Unidos | Minnesota           |
| 8     | 75     | John Wetzel    | Escolta      | Estados Unidos | Virginia Tech       |

## Temporada regular
| División Oeste           | División Oeste | División Oeste | División Oeste | División Oeste | División Oeste | División Oeste | División Oeste | División Oeste |
| Equipo                   | G              | P              | %              | PD             | Casa           | Fuera          | Neutral        | Div            |
| ------------------------ | -------------- | -------------- | -------------- | -------------- | -------------- | -------------- | -------------- | -------------- |
| x-San Francisco Warriors | 44             | 37             | .543           | –              | 18–10          | 11–19          | 15–8           | 24–12          |
| x-St. Louis Hawks        | 39             | 42             | .481           | 5              | 18–11          | 12–21          | 9–10           | 21–15          |
| x-Los Angeles Lakers     | 36             | 45             | .444           | 8              | 21–18          | 12–20          | 3–7            | 14–22          |
| x-Chicago Bulls          | 33             | 48             | .407           | 11             | 17–19          | 9–17           | 7–12           | 17–19          |
| Detroit Pistons          | 30             | 51             | .370           | 14             | 12–18          | 9–19           | 9–14           | 14–22          |

## Playoffs

### Semifinales de División
San Francisco Warriors vs. Los Angeles Lakers 
| Fecha       | Partido                                            | Ciudad       |
| ----------- | -------------------------------------------------- | ------------ |
| 21 de marzo | San Francisco Warriors 124, Los Angeles Lakers 108 | San Francico |
| 23 de marzo | Los Angeles Lakers 102, San Francisco Warriors 113 | Los Ángeles  |
| 26 de marzo | San Francisco Warriors 122, Los Angeles Lakers 115 | San Francico |
|             | San Francisco Warriors gana las series 3-0         |              |

## Estadísticas
| Rk | Jugador        | Edad | P  | PT | MP   | TC   | TCI  | %TC  | TL  | TLI  | %TL  | RB   | AS  | FP  | PTS  |
| 1  | Jerry West     | 28   | 66 |    | 40.5 | 9.8  | 21.0 | .464 | 9.1 | 10.4 | .878 | 5.9  | 6.8 | 2.4 | 28.7 |
| 2  | Elgin Baylor   | 32   | 70 |    | 38.7 | 10.2 | 23.7 | .429 | 6.3 | 7.7  | .813 | 12.8 | 3.1 | 3.0 | 26.6 |
| 3  | Darrall Imhoff | 28   | 81 |    | 33.6 | 4.6  | 9.6  | .474 | 1.6 | 2.6  | .614 | 13.3 | 2.7 | 3.5 | 10.7 |
| 4  | Rudy LaRusso   | 29   | 45 |    | 28.7 | 4.7  | 11.3 | .415 | 3.5 | 5.0  | .696 | 7.8  | 1.7 | 3.3 | 12.8 |
| 5  | Tom Hawkins    | 30   | 76 |    | 23.7 | 3.6  | 7.5  | .481 | 1.1 | 2.3  | .474 | 5.7  | 1.1 | 2.7 | 8.3  |
| 6  | Archie Clark   | 25   | 76 |    | 23.2 | 4.4  | 9.6  | .452 | 1.8 | 2.5  | .708 | 2.9  | 2.7 | 2.5 | 10.5 |
| 7  | Gail Goodrich  | 23   | 77 |    | 23.1 | 4.6  | 10.1 | .454 | 3.3 | 4.4  | .751 | 3.3  | 2.7 | 2.5 | 12.4 |
| 8  | Walt Hazzard   | 24   | 79 |    | 20.8 | 3.8  | 8.9  | .426 | 1.6 | 2.2  | .729 | 2.9  | 4.1 | 2.6 | 9.3  |
| 9  | Jim Barnes     | 25   | 80 |    | 17.5 | 2.7  | 6.2  | .437 | 1.6 | 2.3  | .684 | 5.6  | 0.6 | 3.3 | 7.0  |
| 10 | Mel Counts     | 25   | 31 |    | 16.7 | 3.6  | 8.1  | .444 | 1.3 | 1.7  | .741 | 6.1  | 0.7 | 3.3 | 8.5  |
| 11 | Jerry Chambers | 23   | 69 |    | 14.7 | 3.2  | 7.2  | .452 | 1.0 | 1.3  | .731 | 3.0  | 0.6 | 2.1 | 7.5  |
| 12 | John Block     | 22   | 22 |    | 5.4  | 0.9  | 2.4  | .385 | 1.1 | 1.5  | .706 | 2.0  | 0.2 | 0.9 | 2.9  |
| 13 | Hank Finkel    | 24   | 27 |    | 5.2  | 0.6  | 1.7  | .362 | 0.3 | 0.4  | .583 | 2.4  | 0.2 | 1.4 | 1.5  |

## Galardones y récords
| Jugador        | Galardón                          |
| Elgin Baylor   | Mejor quinteto de la NBA All-Star |
| Jerry West     | Mejor quinteto de la NBA All-Star |
| Darrall Imhoff | All-Star                          |